# L'Ordinateur du Paradis
L'Ordinateur du Paradis est un roman  de l'écrivain français Benoît Duteurtre paru en 2014 aux Éditions Gallimard.

## Résumé
Il n'est pas beaucoup question d'informatique, mais beaucoup plus de responsabilité et de vie privé dans cette fable qui fait un peu réfléchir sur le sort qui nous attend à l'heure de notre mort. 
Les 7 cercles décrits par Dante Alighieri dans L'Enfer? L'univers absurde du Le Procès de Kafka ? Pas du tout : la vision de l'au-delà décrite par Benoît Duteurtre fait penser à notre quotidien avec son administration et ses petits avantages. Il s'affranchit totalement de l'imagerie traditionnelle de l'enfer et du paradis. 
Mais lorsque nos petits secrets, nos pensées intimes, nos consultations perverses de sites "inappropriés" qu'on croyait avoir soigneusement effacés de sa boite mail, réapparaissent soudain et viennent publiquement contredire l'image qu'on souhaitait se donner et donner aux autres, on se prend à rêver que cet enfer, n'est pas si loin de certains traits de notre vie terrestre. Le purgatoire invente de nouveaux tourments, bien adaptés à notre époque... 
Naviguer sur Internet peut-il alourdir notre Karma ? 